# Abkhasere
Abkhasere (abkhasisk: Аҧсуа, tr. Aṗsua; georgisk: აფხაზები) er et kaukasisk folk, bosat især i Abkhasien, en region i det nordvestlige Georgien som separatister har udråbt til en selvstændig republik. Deres samlede antal er omkring 150 000 personer, hvoraf 94 606 i Abkhasien (år 2003), 3 527 i resten af Georgien (år 2002), omkring 39 000 i Tyrkiet (år 2001), 11 366 i Rusland (år 2002), og 1 458 i Ukraine. Mindre grupper forekommer i Kazakstan samt i andre dele af det tidligere Sovjetunionen. Som følge af udvandringer i slutningen af 1800-tallet skønnes yderligere henved 400 000 personer i Tyrkiet at være af abkhasisk oprindelse. Abkhaserne taler fortrinsvist abkhasisk, desuden tyrkisk i Tyrkiet, hvor dette sprog dominerer. De er i religiøs henseende fortrinsvist ortodokse kristne og sunnimuslimer. De er mest beslægtede med abassinere og andre tjerkessiske folkeslag.

## Oprindelse
Abkhasernes oprindelse er uklar og omstridt. Det abkhasiske sprog tilhører de nordvestkaukasiske sprog, som er adskilte fra de kartveliske sprog, til hvilke georgisk hører. Klassiske kilder taler om flere stammer, som levede i området, men deres nøjagtige identitet og fordeling er omstridt. Abasgoi hos de græske og romerske historikere anses undertiden som forfædre til nutidens abkhasere, men denne identifikation er ikke alment accepteret. En anden stammeføderation, Heniochoi, strakte sig over Kolchis ind i Nordkaukasus og var formodentlig etnisk blandet, inklusive både urgeorgiske og abasgoiske bidrag. Integrationen af de mange små etniske undergrupper i det nuværende abkhasiske folk var stort set afsluttet i slutningen af 1800-tallet.

## Historie
Da Antjabadze-dynastiet etablerede Kongeriget Abkhasien i 780-erne og frasagde sig det byzantinske hegemoni, blev Abkhasien en del af den georgiske kulturelle indflydelsessfære. Den lokale adel, præsteskabet og de uddannede klasser anvendte georgisk som litterært og kulturelt sprog. Georgisk skulle forblive et andetsprog for mange abkhasere frem til, at russisk overtog denne rolle i begyndelsen af 1900-talet. Abkhasien var del af det georgiske kongerige fra 1000-tallet til 1500-tallet, for da at blive et selvstændigt fyrstendømme, til det i 1570-erne kom under Det Osmanniske Riges overhøjhed. På denne tid konverterede mange abkhasere til islam. Ruslands overtagelse af regionen 1810-1860 resulterede i en stærk nedgang i den abkhasiske befolkning og indførelse af en stærk russificeringspolitik. Mellem 1864 og 1878 emigrerede indtil 60 % af abkhaserne til Det Osmanniske Rige sammen med andre muslimer fra Kaukasien (disse emigranter kaldes muhajirer).
Efter den russiske revolution i 1917 blev Abkhasien først en del af et selvstændigt Georgien, men var fra 1921 en sovjetrepublik associeret med Georgiske SSR i Sovjetunionen, og fra 1931 en autonom republik under Georgiske SSR. Under Stalintiden gennemførtes tvangskollektivisering, og den indenlandske kommunistelite blev udrenset. Under denne tid indvandrede store grupper af armeniere, russere og georgiere til sysselsætning inden for jordbrugs- og turistsektoren. Fra tid til anden blev abkhasisksprogede skoler lukket, men senere begyndte kommunistregimet at favorisere den abkhasiske minoritet på bekostning af den georgiske majoritet. I 1989 udgjorde antallet af abkhasere omkring 93 000 (18 % af republikkens befolkning), mens georgierne udgjorde 240 000 (45 %). Krigen i Abkhasien 1992-1993 og den efterfølgende etniske udrensning af georgierne i regionen havde til følge, at abkhaserne nu udgør 45 % af Abkhasiens befolkning. Nøjagtige demografiske oplysninger for regionen er dog usikre og omstridte.

## Religion
Abkhaserne opdeles religiøst overvejende i ortodokse kristne og sunnimuslimske samfund, men indenlandske religiøse traditioner har også været stærke. Kristendommen introduceredes i Abkhasien i 500-tallet af den byzantinske kejser Justinian I og forstærkedes yderligere af de georgiske konger i middelalderen. Den osmanniske magtovertagelse i 1500-tallet og pres fra de islamiske adygéere nord fra medførte en nedgang i kristendommens udbredelse i området, som fortrinsvis var muslimsk frem til 1860-tallet, da de store udvandringer bragte de kristne i majoritet.

## Antal
| År   | Antal   | Andel, der taler modersmål |
| ---- | ------- | -------------------------- |
| 1897 | 72.100  | -                          |
| 1926 | 57.000  | -                          |
| 1939 | 59.000  | -                          |
| 1959 | 65.400  | 95 %                       |
| 1970 | 83.240  | 95,9 %                     |
| 1979 | 90.915  | 94,3 %                     |
| 1989 | 105.308 | 93,5%                      |

kilde: The Abkhaz (The Red Book of Peoples of the Russian Empire) (engelsk)